# Ashayet

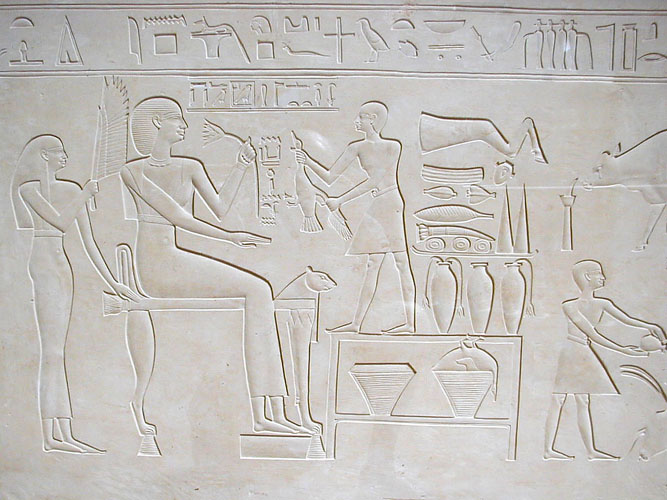
Phù điêu trên quách đá của Ashayet.

Ashayet hay Ashait là một vương hậu sống vào thời kỳ Vương triều thứ 11 trong lịch sử Ai Cập cổ đại. Bà là một người vợ thứ của pharaon Mentuhotep II.

## Chôn cất

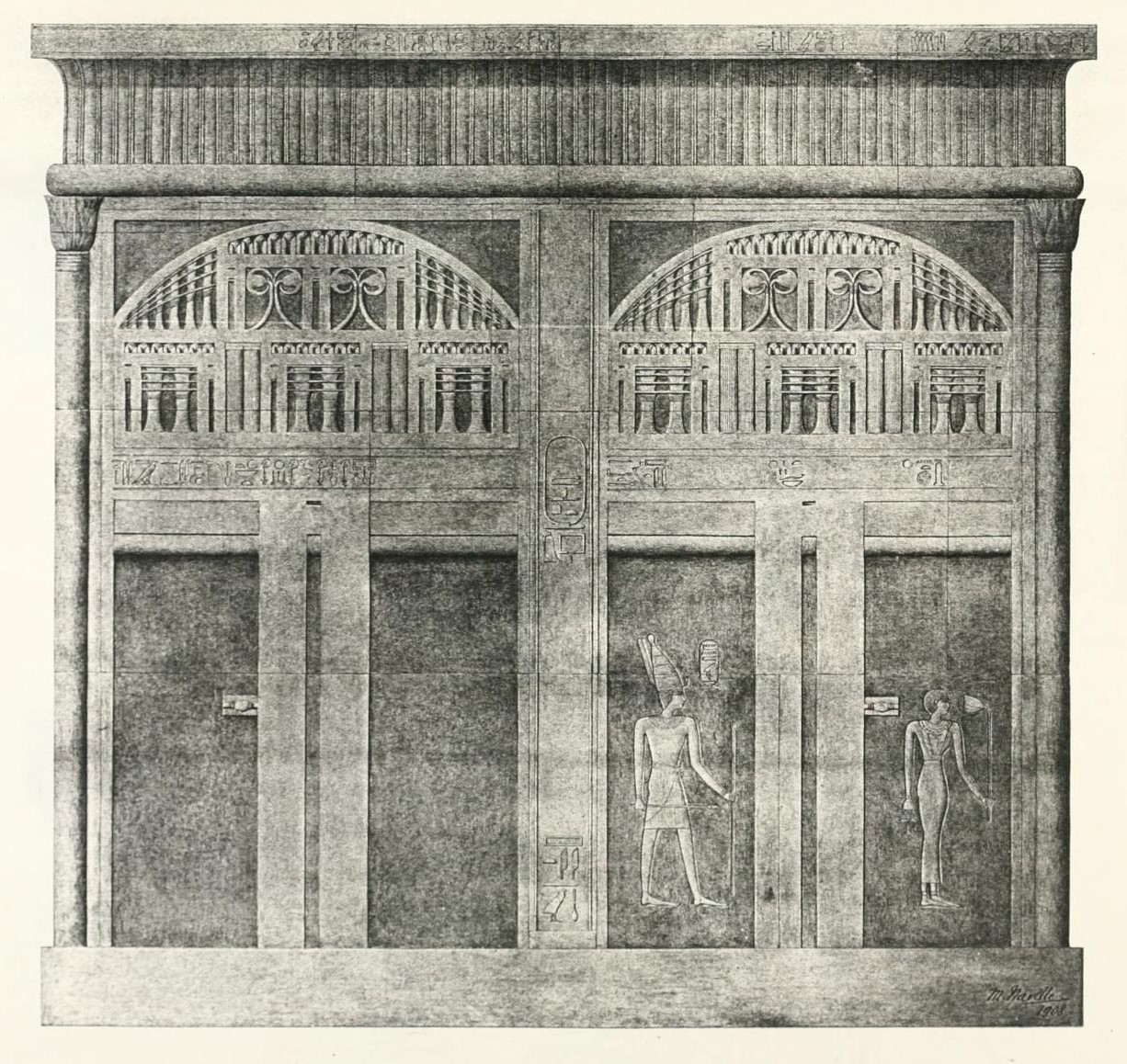
Bệ thờ của Ashayet

Ngôi mộ và nhà nguyện nhỏ của thứ phi Ashayet được tìm thấy trong quần thể đền thờ của Mentuhotep II tại Deir el-Bahari, cùng với 5 phu nhân khác: Kawit, Henhenet, Kemsit, Sadeh và Mayet. Những bà thứ phi của Mentuhotep được suy đoán là người Nubia.
Cỗ quách bằng đá của Ashayet hiện được lưu giữ tại Bảo tàng Ai Cập, cùng với đó là cỗ quan tài bằng gỗ và xác ướp của bà. Ngoài ra, người ta còn phát hiện một bức tượng gỗ nhỏ được chôn theo thứ phi. Ashayet mất khi mới hơn 20 tuổi. Phù điêu trên quách đá cho thấy, Ashayet là người phụ nữ ngồi trên ngai, phía sau có nô tì đang hầu quạt, trước mặt bà là một bàn tế phẩm.
Bà được biết đến với các danh hiệu: "Người vợ yêu quý của Vua", "Nữ tư tế của Hathor", "Phu nhân của Dendera"...